# Paatsjoki
La Paatsjoki (en norvégien : Pasvikelva ; en russe : Паз, Paz) est un fleuve du nord de la Finlande, de la Russie et de la Norvège, qui coule en Laponie. C'est l'émissaire du lac Inari.

## Géographie
Son dénivelé est de 118 mètres en 145 km, avec un cours marqué par de nombreux rapides.
Avant la Seconde Guerre mondiale, 33 kilomètres se situaient uniquement en Finlande, puis 112 km marquaient la frontière entre Petsamo et la Norvège. À la fin de la Guerre de Continuation, Petsamo est cédée par la Finlande à l'URSS. En 1947, accablée par les réparations de guerre, la Finlande doit vendre un territoire supplémentaire à l'URSS: le territoire de Jäniskoski–Niskakoski, triangle de 176 km2 contenant deux rapides importants sur la Paatsjoki et une usine hydroélectrique.
Aujourd'hui, tout juste 2 kilomètres de la Paatsjoki se situent en Finlande, 28 km sont uniquement en Russie, 112 marquent la frontière Norvège-Russie, et les 3 derniers sont en Norvège où la rivière atteint la mer près de Kirkenes, dans le Varangerfjord.